# آنکارا ۱۴۵۷
سیارک ۱۴۵۷ (به انگلیسی: 1457 Ankara، نامگذاری:1937PA) هزار و چهارصد و پنجاه و هفتمین سیارک کشف شده‌است که در ۳ اوت ۱۹۳۷ و در هایدلبرگ کشف شد.
قدر مطلق سیارک برابر ۱۰٫۶۰ است.